# Smoothstep

Wykres funkcji smoothstep i smootherstep z zerem jako wartością minimalną i jedynką jako maksymalną.

Smoothstep – rodzina sigmoidalnych funkcji powszechnie stosowanych w grafice komputerowej, silnikach gier wideo i uczeniu maszynowym.
Wartość funkcja smoothstep zależy od argumentu x oraz dwóch parametrów: „lewej krawędzi” i „prawej krawędzi” (przy czym przyjmuje się, że lewa krawędź jest mniejsza od prawej). Argumentem x jest liczba rzeczywista. Funkcja zwraca 0, jeśli x jest mniejsze lub równe lewej krawędzi, oraz 1, jeśli x jest większe od lub równe prawej krawędzi. W przeciwnym razie funkcja dokonuje płynnej (ang. smooth) interpolacji, wykorzystując interpolację Hermite'a, i zwraca wartość z zakresu od 0 do 1. Nachylenie funkcji smoothstep wynosi zero na obu krawędziach. Dzięki temu idealnie nadaje się ona do tworzenia gładkich przejść między wartościami – można stosować ją do interpolacji kolejnych segmentów zamiast korzystać z bardziej złożonych lub kosztownych technik interpolacyjnych.
W GLSL smoothstep implementuje interpolację Hermite’a stopnia trzeciego {\displaystyle \operatorname {S} _{1}(x)}, po uprzednim ograniczeniu (clamping) argumentu. Przy założeniu, że lewa krawędź to 0, a prawa krawędź to 1, wzór ma postać:
{\displaystyle \operatorname {smoothstep} (x)=S_{1}(x)={\begin{cases}0,&x\leqslant 0\\3x^{2}-2x^{3},&0\leqslant x\leqslant 1\\1,&1\leqslant x\\\end{cases}}}

Poniżej przedstawiono zmodyfikowany przykład implementacji w języku C/C++ udostępniony przez firmę AMD  .
```
float
 
smoothstep
 
(
float
 
edge0
,
 
float
 
edge1
,
 
float
 
x
)
 
{

   
// Scale, and clamp x to 0..1 range

   
x
 
=
 
clamp
((
x
 
-
 
edge0
)
 
/
 
(
edge1
 
-
 
edge0
));

   
return
 
x
 
*
 
x
 
*
 
(
3.0f
 
-
 
2.0f
 
*
 
x
);

}

float
 
clamp
(
float
 
x
,
 
float
 
lowerlimit
 
=
 
0.0f
,
 
float
 
upperlimit
 
=
 
1.0f
)
 
{

  
if
 
(
x
 
<
 
lowerlimit
)
 
return
 
lowerlimit
;

  
if
 
(
x
 
>
 
upperlimit
)
 
return
 
upperlimit
;

  
return
 
x
;

}

```

Ogólna postać funkcji smoothstep (przy założeniu, że lewa krawędź to 0, a prawa krawędź ma wartość 1) to:
{\displaystyle \operatorname {S} _{n}(x)={\begin{cases}0,&{\text{dla }}x\leqslant 0\\x^{n+1}\sum _{k=0}^{n}{\binom {n+k}{k}}{\binom {2n+1}{n-k}}(-x)^{k},&{\text{dla }}0\leqslant x\leqslant 1\\1,&{\text{dla }}1\leqslant x\\\end{cases}}}
{\displaystyle \operatorname {S} _{0}(x)} to funkcja zaciskająca (ang. clamping function)
{\displaystyle \operatorname {S} _{0}(x)={\begin{cases}0,&{\text{dla }}x\leqslant 0\\x,&{\text{dla }}0\leqslant x\leqslant 1\\1,&{\text{dla }}1\leqslant x\\\end{cases}}}
Charakterystyczną krzywą sigmoidalną w kształcie litery S uzyskuje się za pomocą {\displaystyle \operatorname {S} _{n}(x)} tylko dla dodatnich liczb całkowitych n. Stopień wielomianu wykorzystanego w funkcji {\displaystyle \operatorname {S} _{n}(x)} wynosi 2n + 1. Dla n = 1 nachylenie (czyli pierwsza pochodna funkcji) jest równe zeru na lewej i prawej krawędzi (dla x = 0 i x = 1). Dla wyższych n, drugie i kolejne pochodne są równe zeru na krawędziach.